# Middellandse Zeespelen 1993
De Middellandse Zeespelen 1993 vormden de twaalfde editie van de Middellandse Zeespelen. Ze werden gehouden van 16 tot en met 27 juni 1993 in de Franse regio Languedoc-Roussillon.
Enkele jaren voor aanvang van de Spelen had het Internationaal Comité van de Middellandse Zeespelen beslist om de Spelen te verplaatsen van het jaar voor de Olympische Zomerspelen naar het jaar nadien. Hierdoor werden de twaalfde Middellandse Zeespelen reeds twee jaar na de vorige editie georganiseerd, daar waar dit normaal om de vier jaar is. Bovendien werden de Spelen voor het eerst niet aan een stad, maar aan een regio toegekend. De openingsceremonie vond plaats in Agde. De verschillende disciplines werden georganiseerd in achttien verschillende steden, verspreid over de vijf departementen van Languedoc-Roussillon. In Montpellier, de hoofdstad van de regio, werden geen evenementen of ceremonies georganiseerd.
De Spelen van 1993 trokken 2598 atleten, bijna 200 meer dan in Athene in 1991. Het was de eerste en tot op heden enige keer dat de Spelen plaatsvonden in Frankrijk. Het gastland sloot de Spelen af als aanvoerder van het medailleklassement, op ruime afstand gevolgd door Italië en Turkije.

## Sporten
Op deze Spelen stonden er 25 sporten op het programma, twee meer dan twee jaar eerder. In 221 onderdelen konden medailles worden behaald.
| Atletiek Basketbal Boksen Boogschieten Gewichtheffen Golf Gymnastiek Handbal Judo | Kanovaren Karate Paardensport Roeien Rugby Schermen Schietsport Tafeltennis Tennis | Voetbal Volleybal Waterpolo Wielersport Worstelen Zeilen Zwemmen |

## Medaillespiegel
| Plaats | Land                  | Goud | Zilver | Brons | Totaal |
| 1      | Frankrijk             | 83   | 53     | 56    | 192    |
| 2      | Italië                | 37   | 44     | 40    | 121    |
| 3      | Turkije               | 34   | 20     | 10    | 64     |
| 4      | Griekenland           | 17   | 25     | 24    | 66     |
| 5      | Spanje                | 13   | 40     | 33    | 86     |
| 6      | Kroatië               | 9    | 6      | 19    | 34     |
| 7      | Marokko               | 7    | 7      | 13    | 27     |
| 8      | Algerije              | 5    | 6      | 11    | 22     |
| 9      | Slovenië              | 5    | 6      | 11    | 22     |
| 10     | Egypte                | 4    | 9      | 16    | 19     |
| 11     | Syrië                 | 4    | 2      | 5     | 11     |
| 12     | Bosnië en Herzegovina | 2    | 0      | 1     | 3      |
| 13     | Tunesië               | 1    | 1      | 8     | 10     |
| 14     | Albanië               | 0    | 2      | 0     | 2      |
| 15     | Cyprus                | 0    | 1      | 2     | 3      |
| 16     | San Marino            | 0    | 1      | 0     | 1      |
| 17     | Malta                 | 0    | 0      | 1     | 1      |
| Totaal | Totaal                | 221  | 223    | 247   | 691    |

## Deelnemende landen
Aan de twaalfde Middellandse Zeespelen namen negentien landen deel, één meer dan twee jaar eerder. Na het uiteenvallen van Socialistische Federale Republiek Joegoslavië traden drie nieuwe landen aan: Bosnië en Herzegovina, Kroatië en Slovenië. De Federale Republiek Joegoslavië, de rompstaat die overbleef na de afscheiding van deze drie landen, was door de Verenigde Naties gesanctioneerd en mocht niet deelnemen aan internationale sportevenementen. Libië bleef op vrijwillige basis thuis. Libanon en Monaco waren de enige landen die geen medailles wisten te vergaren.
- Albanië
- Algerije
- Bosnië en Herzegovina
- Cyprus
- Egypte
- Frankrijk
- Griekenland

- Italië
- Kroatië
- Libanon
- Malta
- Marokko
- Monaco
- San Marino

- Slovenië
- Spanje
- Syrië
- Tunesië
- Turkije